# Шипош, Анна
Анна Шипош (венг. Sipos Anna, 3 апреля 1908 — 1 января 1988) — венгерская спортсменка, игрок в настольный теннис, 11-кратная чемпионка мира, 19-кратная чемпионка Венгрии. По национальности — еврейка.

## Биография
Родилась в 1901 году в Сегеде. В 1929—1935 годах завоевала 21 медаль на чемпионатах мира, из них 11 — золотые; она 6 раз подряд ежегодно завоёвывала золотые медали чемпионата мира в парном разряде, выступая вместе с Марией Меднянски). Она участвовала и в чемпионатах мира 1937 и 1938 годов, а также после Второй мировой войны в 1950 году, но больше медалей не завоёвывала.
В 1996 году её имя было включено в Международный еврейский спортивный зал славы.